# Piotr Molenda
Piotr Marek Molenda (ur. 3 marca 1962 w Bielsku-Białej) – polski tenisista stołowy, medalista mistrzostw Europy, olimpijczyk z Seulu 1988.
Zawodnik klubów: [[BKS Stal Bielsko-Biała]|Stal Bielsko-Biała]] (w latach 1973–1976) i AZS Gliwice (lata 1977-1988). Mistrz Polski w grze mieszanej (w parze z Ewą Poźniak w roku 1984, w grze podwójnej w roku 1985 (w parze z Stefanem Dryszelem. Drużynowy mistrz Polski w latach 1987, 1988. Indywidualny wicemistrz Polski w grze pojedynczej w roku 1990.
Srebrny medalista z turnieju drużynowego mistrzostw Europy w roku 1986 (partnerami byli: Andrzej Grubba, Leszek Kucharski, Stefan Dryszel, Andrzej Jakubowicz)
Na igrzyskach w Seulu wystartował w turnieju indywidualnym odpadając w eliminacjach grupowych (ostatecznie został sklasyfikowany na 41. miejscu).